# Houghton (Hampshire)
Houghton – wieś w Anglii, w hrabstwie Hampshire, w dystrykcie Test Valley. Leży 10 km na zachód od miasta Winchester i 108 km na południowy zachód od Londynu.